# Dave Simpson
David Anthony Simpson Knight známý jako Dave Simpson (* 11. ledna 1983, Toronto, Ontario, Kanada) je kanadský fotbalový útočník. V současnosti je hráčem Brantford Galaxy SC.
Fotbal začal hrát v Hamiltonu, zde si ho všimli skauti z belgických Antverp. V roce 2005 se vrátil do Kanady, do Toronta, kde ale odehrál jen podzimní část. V zimě odešel zpátky do Evropy, tentokráte do maďarského Lombard-Pápa, kde odehrál jarní část maďarské ligy.
V létě 2006 přišel do Sparty, nejprve se rozehrál v B-týmu. V září ho trenér Bílek povolal do prvního mužstva, ale byl pouze jednou na lavičce, do žádného ligového zápasu nezasáhl. Projevilo o něj zájem Kladno, kam odešel na hostování. V Kladně se rozehrál do skvělé formy, vstřelil zde i svůj první gól v české lize, ale slibně rozjetou podzimní část zbrzdilo zranění – těžký otřes mozku, kdy ho v souboji ve výskoku teplický protihráč Josef Kaufman udeřil loktem do hlavy. Toto zranění ho podle lékaře kladenského týmu ohrozilo i na životě.